# Аластор (Отель Хазбин)
А́ластор (англ. Alastor), также известный как «Радио-Демон» (англ. the Radio Demon) — персонаж американского независимого анимационного сериала «Отель Хазбин», созданный автором сериала — Вивьен Медрано.
В озвучивании персонажа приняли участие Эдвард Боско и Габриэль К. Браун в пилоте и серии музыкальных клипов с 2019 по 2024 год, и Амир Талаи в первом сезоне сериала (2024). Аластор предстаёт как постоянно улыбающийся грешник и повелитель Ада. Только попав в Ад, Аластор сверг многих повелителей тех лет и занял место среди новых и высших повелителей Ада, после чего внезапно пропал. Через семь лет Аластор появляется в Аду у дверей Отеля Хазбин, находящегося под контролем принцессы Ада, дочери Люцифера — Чарли Морнингстар. Аластор предлагает ей помощь с руководством отеля, при этом пытаясь освободиться от собственной сделки и борясь с его противником по технологиям — Воксом.
Персонаж получил повсеместно положительную оценку критиков, удостоившись особого внимания в СМИ в качестве выдающегося персонажа-асексуала.

## Разработка

### История и концепция
Аластор был создан Вивьен Медрано во время её учёбы в Школе изобразительных искусств в Нью-Йорке, появившись без имени на её странице DeviantArt «circa. 2008.» Его планировалось включить в серию веб-комиксов ZooPhobia в 2012 году в качестве персонажа второго плана в запланированной сюжетной линии «Ангелы и демоны» после его официального создания в 2011 году; после отмены этой линии в 2016 году и последующего переформирования в «Отель Хазбин», полного появления Аластора в ZooPhobia не произошло.

### Дизайн и характеристика

#### ZooPhobia
В неопубликованной серии рассказов ZooPhobia «Ангелы и демоны» Аластор был изображён как чёрно-красный демонический олень, способный превращаться в человекоподобного оленя. Он был описан как «любитель заключать сделки и склонять смертных к службе». Он также был членом «Банды демонов-бездельников», которая позже станет основным ансамблем «Отеля Хазбин». В коротких комиксах о ZooPhobia, опубликованных на страницах Медрано на DeviantArt и Tumblr, Аластор пытался занять место друга-оленя Осени и убедить Дамиана (Принца Ада из веб-комикса) заключить с ним сделку, при этом находясь в плену у «КайСи» — таинственного всемогущего древнего существа. Позднее он появляется в качестве фонового пасхального яйца в клипе Медрано ZooPhobia 2014 года на песню «Die Young» группы Кеши.

#### Отель Хазбин
В пилоте сериала «Отель Хазбин» Аластор изображён полностью человеком, за исключением нескольких черт, напоминающих оленя, включая уши животного, рисунка на подошве его ботинок в виде копыта, маленький хвост и рога. Он одет в красный костюм и имеет вечную улыбку. Его асексуальность подтвердила Медрано на своей странице в Twitter, на что был намёк в эпизоде «Привет, Рози!». Амир Талаи также описал персонажа как воплощение характеристик «секс-символа Tumblr».
При жизни Аластор был ведущим радиошоу и умер в 1933-м году. Попав в Ад, ему за одну ночь удалось свергнуть большинство повелителей Ада, господствовавших на протяжении веков. Его голос отражает то, каким он был при жизни: большую часть времени на него накладывается радио-эффект и помехи, а во время речи периодически воспроизводятся звуковые эффекты, характерные для радиопередач того времени.

### Озвучивание
В пилоте «Отеля Хазбин» Аластора озвучивал Эдвард Боско, а Габриэль К. Браун — его песни. В сериале на роль Аластора был назначен Амир Талаи.

## Вымышленная биография

### Музыкальные клипы (2018—2024)
Впервые Аластор со своим дизайном ZooPhobia появился в качестве фонового пасхального яйца в клипе Медрано 2014 года на песню «Die Young» Кеши и Бекки Джи, вышедшем 30 октября 2014 года. Далее Аластор появился со своим дизайном грешника в клипе 2018 года «Inside of Every Demon is a Rainbow», вышедшем 6 октября 2018 года, за год до выхода пилотного эпизода сериала «Отель Хазбин».
Габриэль К. Браун, озвучивший Аластора в пилоте, исполнил песни «You’re Never Fully Dressed Without a Smile» Donald Craig и «I Don’t Want to Set the World on Fire» The Ink Spots в роли Аластора в феврале 2020 года, а затем повторил эту роль в четырёх музыкальных видеоклипах на оригинальные песни: «Insane» в июне 2021 года, которую создатель манги «One Piece. Большой куш» Эйитиро Ода назвал второй любимой песней Оды в 2023 году, «Heaven 2 Hell» в октябре 2021 года, «Radio Play» в ноябре 2022 года (вместе с Боско) и «Thank You and Goodnight» в январе 2024 года. Последняя песня была описана как «прощание» с актёрами озвучки пилота, поскольку была написана за год до этого после объявления о том, что A24 будет проводить повторный кастинг, и выпущена на следующий день после премьеры первого эпизода «Увертюра» как «легкомысленная и пресловутая передача факела». В 2020 году автор песен сериалов «Отель Хазбин» и «Адский босс» Сэм Хафт выпустил песню «Alastor’s Game», где он озвучил Аластора.

### «A Day in the Afterlife» (2020)
В официальном веб-комиксе «A Day in the Afterlife» (альтернативное название «The Radio Demon»), опубликованном 19 октября 2020 года, рассказывается об обычном дне Аластора в неопределённый момент его загробной жизни. Пытаясь купить оленину у мясника, Аластор становится свидетелем того, как мясник пытается убить грешницу, в результате чего он спасает ей жизнь и съедает мясника.

### Отель Хазбин

#### Пилот (2019)
Аластор впервые появляется в пилотном эпизоде «Это развлечение». Представленный как повелитель Ада, Аластор посещает «Счастливый отель» после того, как становится свидетелем телевизионного интервью Чарли Морнингстар об этом заведении. Он предлагает свои услуги, чтобы помочь управлять отелем, и заявляет, что считает искупление грешников невыполнимой задачей, а сам он прибыл только для того, чтобы наблюдать за тем, как люди пытаются искупить свои грехи, но терпят неудачу, и для собственного развлечения, потому что ему надоела собственная жизнь в Аду. Он призывает две подвластные ему души — Ниффти и Хаска, — чтобы они служили в отеле горничной и барменом соответственно. После ремонта отеля в музыкальном номере («Alastor’s Reprise») Аластор использует свою силу, чтобы отбиться от нападающего на отель сэра Пентиуса, а затем переименовывает отель в «Отель Хазбин» (в переводе — «Убогий Отель») и зовёт всех, чтобы отведать джамбалайю

#### Первый сезон (2024)
В первом сезоне мультсериала, Аластор продолжает помогать Чарли в управлении её отелем. В первом эпизоде «Увертюра», спустя неделю после событий пилотного эпизода, Аластор снимает телевизионную рекламу отеля вместе с Вэгги, Хаском, Энджелом и Ниффти, отмечая, что прошло уже семь лет с тех пор, как он был активен в Аду. В эпизоде «Радио убило Видео-Звезду», отразив очередное нападение сэра Пентиуса, соперник Аластора Вокс узнаёт, что Аластор вернулся и начинает публично оскорблять его в музыкальной битве, транслируя её на весь Ад («Stayed Gone»). Однако Аластор возвращается на свою волну и заявляет, что Вокс злится на Аластора за то, что он не присоединился к троице Ви, из-за чего у Вокса происходит сбой, который отключает всё электричество в Аду. Проиграв битву с Аластором в эфире, троица Ви пытаются помешать Аластору заключить сделку с Чарли и отправляют сэра Пентиуса в отель, чтобы шпионить за ним. После того, как сэра Пентиуса разоблачают, но его прощает Чарли, Аластор насмехается над Воксом, призывая его стараться лучше. В эпизоде «Яичница-болтунья» Вэгги просит Аластора присмотреть за яичными миньонами сэра Пентиуса, которым тот разрешает сопровождать его на встречу с другими повелителями Ада. После того, как Вельветт (участница троицы Ви) на встрече намекает, что Кармилла Кармайн убила ангела во время последнего истребления (ежегодной чистки душ в Аду армией Рая во главе с Адамом), заинтригованный Аластор приказывает одному из яичных миньонов шпионить за Кармиллой и подтвердить правдивость этого утверждения, после чего возвращается в отель.
В эпизоде «Маскарад» выясняется, что Хаск когда-то был владыкой Ада, который заключил сделку с Аластором, чтобы сохранить свою власть в обмен на его душу. В эпизоде «Dad Beat Dad», после того как отец Чарли Люцифер прибыл в отель и не впечатлился, он вступает в перепалку с Аластором по поводу того, кто из них больше сделал для Чарли («Hell’s Greatest Dad»), а затем их прерывает подруга Аластора Мимзи. Недоверчиво относясь к Мимзи, Хаск предупреждает Аластора насчёт Мимзи, однако Аластор не воспринимает слова Хаска всерьёз. Получив отказ, Хаск упоминает, что Аластором также кто-то управляет, что выводит его из себя. Он угрожает Хаску разрывом его души и трансляцией его криков по его радиопередаче. После того, как несколько демонов-ростовщиков нападают на отель в поисках Мимзи, Аластор использует свои силы, чтобы убить их и напомнить Аду о своей силе, а затем приказывает Мимзи уйти.
В эпизоде «Привет, Рози!» после того, как Чарли снова не удаётся убедить Рай в пользе отеля, а до ежегодного Истребления остаётся месяц, Аластор убеждает её заключить с ним сделку, рассказав о том, как Кармилла убила ангела, в обмен на обязательную услугу в будущем. После того, как Чарли посылает Вэгги получить информацию от Кармиллы, Аластор приводит Чарли к своей подруге Рози, повелителю Ада, управляющей кварталом каннибалов, и они убеждают каннибалов выступить в качестве армии для защиты отеля от ангелов («Ready For This»).
В эпизоде «Шоу должно продолжаться», в ночь перед истреблением, Аластор вспоминает предыдущие шесть месяцев с Ниффти, отмечая, что к обитателям отеля «можно привыкнуть». На следующий день начинается война между ангелами и грешниками, и Аластор защищает отель с помощью магии, однако её разрушает Адам. Он вступает в битву с Аластором, в результате разбивает его микрофон и серьёзно ранит Аластора к большой радости Вокса, вынуждая Аластора бежать с помощью своей тени. После битвы раненый Аластор приходит в свою разрушенную радиорубку и заявляет, что вскоре освободится от своей сделки и вновь получит власть, после чего вновь присоединяется к Чарли и прочим и остаётся в новом отстроенном отеле («Финал»).

## Восприятие

### Пилот
В пилоте сериала Аластор был принят положительно. Эстер Либерман из BeLatina описала его как «карикатурного, невозможно гнилого и плоского, как извращённую версию потомка третьего поколения», а Дэн Шорт из Animated Views назвал Аластора «звездой шоу», который «харизматичен и экстравагантен с вызывающими улыбку бликами, но при этом тонко даёт понять, что он настолько злой, насколько его боятся», похвалив «великолепное» вокальное исполнение Эдварда Боско и назвав голос Габриэля Брауна «замечательно вдохновенным». Шон Кубиллас из CBR описал его как воплощение «тёмного юмора в его самом тихом и лучшем виде».

### Сериал
В первом сезоне сериала Аластор также получил положительные отзывы. Хоуп Маллинакс из Collider назвала его «самой восхитительной загадкой, которая заставляет зрителей гадать, кто он — друг или антагонист, ждущий на крыльях. Или и то и другое!», а также похвалила «феноменальное» звуковое оформление Аластора и Вокса, в котором «переменчивые помехи радио и ностальгического жужжания VHS трекинга усиливают и намекают на их подтекстовые эмоции». Мэй Абдулбаки из ScreenRant, заявил, что он «особенно интригующий персонаж» в сериале, отметив его «загадочное и кажущееся опасным, но защитное и язвительное» отношение. MXDWN дополнительно оценил «невероятную химию» между Джереми Джорданом в роли Люцифера и Талаи в роли Аластора.